# Holland-America Lijn G-Serie
Die „G“-Serie, „G“-Klasse, oder „G“-dijken waren eine Baureihe von Frachtschiffen der Holland-America Lijn (HAL). Die Schiffsklasse bestand aus fünf Schiffen desselben Schiffstyps, die von zwei Werften gebaut wurden.

## Technik
Der Grundentwurf der Schiffe mit drei Viertel achtern angeordneten Aufbauten und dem konventionellen Ladegeschirr aus 20 Leichtladebäumen und zwei 75-Tonnen-Schwergutbäumen unterschied sich nicht grundlegend von zeitgenössischen Linienfrachtern. Ein eindeutiges Erkennungsmerkmal der Schiffe waren zwei schräg nach oben geschwungene, leicht nach außen über das Peildeck vorausweisende Antennenhalter an der Vorkante des Schornsteins. Typisch war auch die Vorkante des Ruderhauses, die über die Vorderseite der Aufbauten hinausragte.
Die über 160 Meter langen und knapp 21 Meter auf Spanten breiten Schiffe besaßen sechs Laderäume mit Zwischendeck. Teile des Laderaums waren als Kühl- und Gefrierladeraum ausgeführt. Ein anderer Teil des Laderaums konnte auch als Süßöl-Tank genutzt werden. Alle Schiffe wurden von Zweitakt-Dieselmotoren angetrieben, es wurden drei verschiedene Baumuster verbaut. Die Gaasterdyk und Grotedyk besaßen Stork-Hotlo-Motoren, die Grebbedyk und Gorredyk hatten MAN-Dieselmotoren und die Moerdyk verfügte über einen etwas Stork 65 W 85/170 Sechszylinder-Dieselmotor mit 14000 PS für 18,5 Knoten.
Die ersten vier Schiffe waren baugleich, das letzte Schiff der Serie, die Moerdyk, wich in einigen Details vom Rest der Serie ab. Ihre Abmessungen waren geringfügig größer als bei den Vorbauten und war in Details, wie dem leistungsfähigeren Hauptmotor an das Fahrtgebiet in den Pazifik angepasst. Die Moerdyk war auch das letzte konventionelle Stückgutschiff der Holland-Amerika Lijn.

## Die Schiffe (Auswahl)
| HAL „G“-Serie                       | HAL „G“-Serie         | HAL „G“-Serie | HAL „G“-Serie | HAL „G“-Serie | HAL „G“-Serie |
| Bauname                             | Bauwerft/ Baunummer   | IMO-Nummer    | Ablieferung   | Spätere Namen und Verbleib |               |
| ----------------------------------- | --------------------- | ------------- | ------------- | --- | ------------- |
| Gaasterdyk                          | RDM/ 304              | 5125063       | Oktober 1960  | 1977 Good Herald, 1982 Good Herald I, am 18. Januar 1985 zum Abbruch bei der City Steel Corporation in Alang eingetroffen                                  |               |
| Grotedyk                            | RDM/ 306              | 5136749       | August 1962   | am 20. Januar 1980 in Tampico in Brand geraten und auf Strand gesetzt, ab 25. Mai 1980 bei der Chien Yu Steel Industrial Company in Kaohsiung verschrottet |               |
| Grebbedyk                           | Wilton-Fijenoord/ 776 | 5135422       | Juli 1962     | 1980 Hellenic Sky, 1986 Nic, 1987 Berlenga, am 29. April 1987 in Bhavnagar zum Abbruch bei der Khanbhai Yusufbhai & Company eingetroffen                   |               |
| Gorredyk                            | Wilton-Fijenoord/ 777 | 5133864       | Januar 1963   | 1974 Hellenic Grace, am 16. April 1984 in Suez auf Grund gelaufen und ab Januar 1985 bei Ahmed Maritime in Gadani verschrottet                             |               |
| Moerdyk                             | RDM/ 315              | 6502763       | Mai 1965      | 1973 H. Capelo, 1986 Aveiro, am 7. August 1986 zum Abbruch in Nantong angeliefert                                                                          |               |
| Daten: Lloyd's Register of Shipping |                       |               |               | |               |